# Jānis Bērziņš (baloncestista)
Jānis Bērziņš (Limbaži, 4 de mayo de 1993) es un baloncestista letón que actualmente juega en el Legia Varsovia de la PLK polaca. Con 2,01 metros de estatura, juega en la posición de alero.

## Trayectoria deportiva
Comenzó su carrera profesional en el BK Valmiera en 2009, con 16 años, de donde pasó al VEF Riga, también de la Liga de Letonia, con los que firmó un contrato multianual. Tras su primera temporada, en la que promedió 4,5 puntos y 3,7 rebotes por partido, fue devuelto en préstamo de nuevo al Valmiera, donde sus estadísticas mejoraron hasta los 15,2 puntos y 7,2 rebotes por partido, siendo repescado al año siguiente.
Tras el año de cesión, fue tanteado por el FC Barcelona, pero prefirió seguir en el VEF Riga, firmando una extensión de su contrato.
En agosto de 2016 decide finalmente salir de su país para fichar por la Orlandina Basket de la liga italiana.
En la temporada 2020-21, juega en Polonia en las filas del Stelmet Zielona Góra de la PLK. Con el conjunto polaco se proclamó campeón de Copa en Polonia e hizo unas medias de 10,4 puntos, 5,5 rebotes y 1,4 asistencias por partido , con un acierto en los triples del 38%. 
El 16 de julio de 2021, firma por el Bàsquet Manresa de la Liga Endesa. El 16 de enero de 2022, rescinde su contrato con el Bàsquet Manresa.
El 14 de julio de 2022, firma por el Legia Varsovia de la PLK polaca.

### Selección nacional
Bērziņš es un fijo en la selección letona desde las categorías inferiores. En el Europeo Sub-20 disputado en Estonia en 2013 ganó la medalla de plata, y fue incluido en el mejor quinteto del campeonato.